# 에너지 하베스팅
에너지 하베스팅(영어: energy harvesting, EH) 또는 에너지 수확( - 收穫), 전력 하베스팅(power harvesting), 에너지 스캐빈징(energy scavenging) 또는 주변 전력(ambient power)은 외부원(예: 태양 에너지 발전, 열에너지, 풍력 에너지, 삼투 전력, 그리고 운동 에너지 또는 주변 에너지)에서 에너지를 얻어 착용형 전자기기, 상태 모니터링, 및 무선 센서 네트워크에 사용되는 소형 무선 자율 장치에 사용하기 위해 저장하는 과정이다.
에너지 하베스터는 일반적으로 저에너지 전자 장치에 매우 적은 양의 전력을 공급한다. 일부 대규모 에너지 생산을 위한 입력 연료는 자원(석유, 석탄 등)을 소비하지만, 에너지 하베스터의 에너지원은 주변 환경에 존재한다. 예를 들어, 연소 엔진의 작동으로 인해 온도 차이가 존재하며, 도시 지역에서는 라디오 및 텔레비전 방송으로 인해 환경에 많은 양의 전자기 에너지가 있다.
주변 에너지를 사용하여 전기를 생산한 최초의 사례 중 하나는 전자기파 (EMR)를 성공적으로 사용하여 광석 라디오를 생성한 것이다.
주변 EMR에서 에너지를 수확하는 원리는 기본 구성 요소로 시연할 수 있다.

## 작동
주변 에너지를 전기 에너지로 변환하는 에너지 하베스팅 장치는 군사 및 상업 부문 모두에서 많은 관심을 끌었다. 일부 시스템은 해양 파도와 같은 움직임을 전기 에너지로 변환하여 자율 작동을 위한 해양 모니터링 센서에 사용한다. 미래 응용 분야에는 대규모 시스템의 신뢰할 수 있는 전력 스테이션 역할을 하기 위해 원격 위치에 배치된 고전력 출력 장치(또는 그러한 장치 배열)가 포함될 수 있다. 또 다른 응용 분야는 착용형 전자기기로, 에너지 하베스팅 장치가 휴대폰, 모바일 컴퓨터 및 무선 통신 장비에 전력을 공급하거나 충전할 수 있다. 이러한 모든 장치는 혹독한 환경에 장기간 노출을 견딜 수 있을 만큼 충분히 견고해야 하며, 파동 운동의 전체 스펙트럼을 활용하기 위한 광범위한 동적 감도를 가져야 한다. 또한, 진동 파동에서 전력을 생성하는 최신 기술 중 하나는 오세틱 부스터를 활용하는 것이다. 이 방법은 압전 기반 진동 에너지 하베스팅(PVEH) 범주에 속하며, 수확된 전기 에너지는 무선 센서, 모니터링 카메라 및 기타 사물 인터넷(IoT) 장치에 직접 전력을 공급하는 데 사용될 수 있다.

### 에너지 축적
에너지는 MEMS 기술을 사용하여 개발된 소형 자율 센서에 전력을 공급하는 데에도 활용될 수 있다. 이러한 시스템은 종종 매우 작고 전력이 거의 필요하지 않지만, 배터리 전력에 의존하기 때문에 그 응용 분야가 제한된다. 주변 진동, 바람, 열 또는 빛에서 에너지를 수확하면 스마트 센서가 무기한으로 작동할 수 있다.
에너지 하베스팅 장치에서 얻을 수 있는 일반적인 전력 밀도는 특정 응용 분야(발전기 크기에 영향)와 하베스팅 발전기 자체의 설계에 크게 좌우된다. 일반적으로, 움직임으로 작동하는 장치의 경우, 인체 동력 응용 분야에서는 수 μW/cm3, 기계 동력 발전기에서는 수백 μW/cm3가 일반적인 값이다. 착용형 전자기기용 에너지 스캐빈징 장치는 대부분 매우 적은 전력을 생성한다.

### 전력 저장
일반적으로 에너지는 축전기, 슈퍼커패시터, 또는 배터리에 저장할 수 있다. 축전기는 응용 분야에서 엄청난 에너지 스파이크를 제공해야 할 때 사용된다. 배터리는 에너지 손실이 적으므로 장치가 안정적인 에너지 흐름을 제공해야 할 때 사용된다. 배터리의 이러한 측면은 사용되는 유형에 따라 달라진다. 이러한 목적으로 사용되는 일반적인 유형의 배터리는 납축전지 또는 리튬 이온 배터리이지만, 니켈 수소 배터리와 같은 구형 유형도 오늘날 여전히 널리 사용되고 있다. 배터리와 비교하여 슈퍼커패시터는 사실상 무제한의 충방전 주기를 가지므로 영원히 작동할 수 있어 IoT 및 무선 센서 장치에서 유지 보수가 필요 없는 작동을 가능하게 한다.

### 전력 사용
저전력 에너지 하베스팅에 대한 현재의 관심은 독립적인 센서 네트워크에 있다. 이러한 응용 분야에서 에너지 하베스팅 방식은 전력을 축전기에 저장한 다음, 마이크로프로세서에 사용하거나 데이터 전송에 사용하기 위해 두 번째 저장 축전기 또는 배터리로 전압을 높이고/조절한다. 전력은 일반적으로 센서 응용 분야에 사용되며 데이터는 저장되거나, 무선 방식을 통해 전송될 수 있다.

## 동기
새로운 에너지 하베스팅 장치 탐색의 주요 동력 중 하나는 외부 충전이나 서비스가 필요 없는 배터리 없이 센서 네트워크와 모바일 장치에 전력을 공급하려는 욕구이다. 배터리는 제한된 수명, 환경적 영향, 크기, 무게, 비용 등 여러 가지 한계를 가지고 있다. 에너지 하베스팅 장치는 원격탐사, 착용형 전자기기, 상태 모니터링, 무선 센서 네트워크와 같이 낮은 전력 소비를 요구하는 응용 분야에 대한 대안 또는 보완적인 전력원을 제공할 수 있다. 에너지 하베스팅 장치는 또한 배터리 수명을 연장하거나 일부 응용 분야의 무배터리 작동을 가능하게 할 수 있다.
에너지 하베스팅의 또 다른 동기는 온실가스 배출 및 화석 연료 소비를 줄여 기후 변화 문제에 대처할 수 있는 잠재력이다. 에너지 하베스팅 장치는 태양, 열, 풍력, 운동 에너지 등 환경에 풍부하고 편재하는 재생 가능하고 깨끗한 에너지원을 활용할 수 있다. 에너지 하베스팅 장치는 또한 에너지 손실과 환경 영향을 유발하는 전력 전송 및 분배 시스템의 필요성을 줄일 수 있다. 따라서 에너지 하베스팅 장치는 보다 지속 가능하고 탄력적인 에너지 시스템 개발에 기여할 수 있다.
에너지 하베스팅에 대한 최근 연구는 사용자 상호작용을 통해 자체적으로 전원을 공급할 수 있는 장치의 혁신으로 이어졌다. 주목할 만한 예시로는 배터리 없는 게임보이 및 기타 장난감가 있으며, 이는 버튼 누르기나 노브 돌리기와 같은 사용자 동작에서 생성되는 에너지로 구동되는 장치의 잠재력을 보여준다. 이러한 연구는 상호작용에서 얻은 에너지가 장치 자체에 전력을 공급할 뿐만 아니라 작동 자율성을 확장하여 재생 가능한 에너지원의 사용을 촉진하고 기존 배터리에 대한 의존도를 줄이는 방법을 강조한다.

## 에너지원
산업 규모의 태양광, 풍력 또는 파력과 비교할 만한 출력 측면에서 일반적으로 산업 규모로 확장할 수 없는 많은 소규모 에너지원이 있다.
- 일부 손목 시계는 걸을 때 팔의 움직임을 통해 생성되는 운동 에너지로 작동한다(자동 시계라고 함). 팔의 움직임은 시계의 태엽을 감게 한다. 세이코홀딩스의 Kinetic과 같은 다른 디자인은 느슨한 내부 영구 자석을 사용하여 전기를 생성한다.
- 태양광 발전은 광전 효과를 나타내는 반도체를 사용하여 태양 복사를 직류 전기로 변환하여 전력을 생성하는 방법이다. 태양광 발전은 광전 재료를 포함하는 여러 셀로 구성된 태양광 패널을 사용한다. 태양광 발전은 산업 규모로 확장되어 현재 대규모 태양광 발전소가 존재한다.
- 열전 발전기 (TEG)는 두 개의 서로 다른 재료의 접합부와 열 구배의 존재로 구성된다. 많은 접합부를 전기적으로 직렬 및 열적으로 병렬로 연결하여 고전압 출력이 가능하다. 일반적인 성능은 접합부당 100~300 μV/K이다. 이들은 산업 장비, 구조물, 심지어 인체에서 밀리와트(mW)의 에너지를 포착하는 데 활용될 수 있다. 일반적으로 온도 구배를 개선하기 위해 방열판과 결합된다.
- 마이크로 풍력 터빈은 무선 센서 네트워크와 같은 저전력 전자 장치에 전력을 공급하기 위해 환경에 쉽게 이용 가능한 바람 형태의 운동 에너지를 수확하는 데 사용된다. 공기가 터빈 블레이드를 가로질러 흐르면 블레이드 위와 아래의 풍속 사이에 순 압력 차이가 발생한다. 이로 인해 양력(揚力)이 발생하여 블레이드가 회전한다. 태양광 발전과 유사하게, 풍력 발전소는 산업 규모로 건설되어 상당한 양의 전기 에너지를 생성하는 데 사용되고 있다.
- 압전 결정 또는 섬유는 기계적으로 변형될 때마다 작은 전압을 생성한다. 내연기관의 진동은 압전 재료를 자극할 수 있으며, 신발의 뒤꿈치나 버튼을 누르는 것도 가능하다.
- 특수 안테나는 부유 전파에서 에너지를 수집할 수 있다.[16] 이것은 렉테나로도 할 수 있으며, 이론적으로는 더 높은 주파수의 전자기파 (EMR)와 난테나로도 가능하다.
- 자석과 코일 또는 압전 에너지 변환기를 사용하여 휴대용 전자 장치 또는 원격 제어기를 사용하는 동안 눌린 키에서 나오는 전력은 장치에 전력을 공급하는 데 사용될 수 있다.[17]
- 전자기 유도를 기반으로 하는 진동 에너지 하베스팅은 가장 간단한 버전에서 자석과 구리 코일을 사용하여 전류를 생성하며, 이 전류는 전기로 변환될 수 있다.
- 전기적으로 대전된 습기는 준 야오가 이끄는 매사추세츠 대학교 애머스트의 한 그룹이 발명한 나노포어 기반 장치인 에어젠(Air-gen)에서 전기를 생산한다.[18]

### 주변 방사선원
가능한 에너지원 중 하나는 도처에 있는 무선 송신기에서 온다. 역사적으로 이 소스에서 유용한 전력 수준을 얻으려면 넓은 집적 영역이나 무선 에너지원과의 근접성이 필요했다. 난테나는 풍부한 복사 에너지 (예: 태양 복사)를 활용하여 이러한 한계를 극복할 수 있는 제안된 개발이다.
한 가지 아이디어는 원격 장치에 전력을 공급하고 정보를 수집하기 위해 RF 에너지를 의도적으로 방송하는 것이다. 이것은 이제 수동형 RFID 시스템에서 흔한 일이지만, 안전 및 미국 연방 통신 위원회 (및 전 세계의 동등한 기관)는 이러한 방식으로 민간 용도로 전송할 수 있는 최대 전력을 제한한다. 이 방법은 무선 센서 네트워크의 개별 노드에 전력을 공급하는 데 사용되었다.

### 유체 흐름
다양한 터빈 및 비터빈 발전기 기술은 공기 흐름을 수확할 수 있다. 타워형 풍력 터빈과 공중 풍력 에너지 시스템(AWES)은 공기의 흐름을 활용한다. 여러 회사에서 이러한 기술을 개발하고 있으며, 이 기술은 HVAC 덕트와 같은 저조도 환경에서 작동할 수 있으며, 특정 응용 분야의 에너지 요구 사항에 맞게 확장 및 최적화될 수 있다.
혈액의 흐름도 장치에 전력을 공급하는 데 활용될 수 있다. 예를 들어, 베른 대학교에서 개발된 심장 박동기는 혈액 흐름을 이용하여 스프링을 감고, 이 스프링이 전기 마이크로 발전기를 구동한다.
수력 에너지 하베스팅은 트랜지스터와 유사한 아키텍처를 가진 발전기와 같은 설계 개선을 통해 높은 에너지 효율과 전력 밀도를 달성했다.

### 태양광
태양광(PV) 에너지 하베스팅 무선 기술은 유선 또는 순수 배터리 전력 센서 솔루션에 비해 상당한 장점을 제공한다. 이는 사실상 고갈되지 않는 전력원이며 환경에 미치는 악영향이 거의 또는 전혀 없다. 실내 PV 하베스팅 솔루션은 현재까지 주로 태양광 계산기에 사용되는 기술인 특수 튜닝된 비정질 규소 (aSi)로 전력을 공급받았다. 최근 몇 년간 염료감응형 태양전지 (DSSC)와 같은 새로운 PV 기술이 에너지 하베스팅 분야에서 부상했다. 염료는 식물의 엽록소와 유사하게 빛을 흡수한다. 충격으로 방출된 전자는 TiO2 층으로 탈출하여 거기서부터 전해질을 통해 확산되며, 염료는 가시 스펙트럼에 맞게 튜닝될 수 있어 훨씬 더 높은 전력을 생산할 수 있다. 200 럭스에서 DSSC는 cm2당 10 μW 이상을 제공할 수 있다.

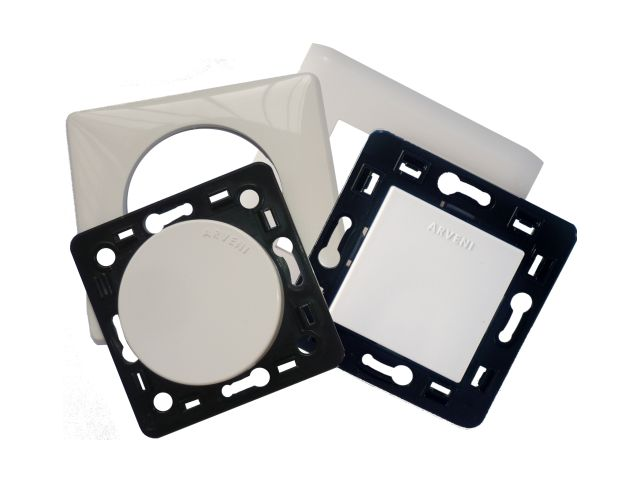
배터리 없는 무선 벽 스위치 사진

### 압전기
압전 효과는 기계적 변형률을 전류 또는 전압으로 변환한다. 이 변형률은 다양한 원인에서 비롯될 수 있다. 인체 움직임, 저주파 지진 진동, 음향 잡음 등이 일상적인 예시이다. 드문 경우를 제외하고 압전 효과는 AC에서 작동하며, 효율적이기 위해서는 기계적 공진에서 시간에 따라 변하는 입력이 필요하다.
대부분의 압전 전원 장치는 밀리와트(mW) 정도의 전력을 생산하는데, 이는 시스템 응용 분야에는 너무 작지만, 시판되는 일부 자동 와인딩 손목 시계와 같은 휴대용 장치에는 충분하다. 한 가지 제안은 마이크로 유압 에너지를 수확하는 장치와 같이 마이크로 규모 장치에 사용될 수 있다는 것이다. 이 장치에서 가압된 유압 유체의 흐름은 세 개의 압전 요소로 지지되는 왕복 피스톤을 구동하며, 이 요소는 압력 변동을 교류 전류로 변환한다.
압전 에너지 하베스팅은 1990년대 후반부터 조사되었기 때문에, 여전히 떠오르는 기술이다. 그럼에도 불구하고, 스핀오프 Arveni에 의해 구현된 INSA 공과대학의 자체 전원 전자 스위치로 몇 가지 흥미로운 개선이 이루어졌다. 2006년에는 배터리 없는 무선 초인종 푸시 버튼의 개념 증명이 만들어졌으며, 최근에는 기존 무선 벽 스위치가 압전 하베스터로 전원을 공급받을 수 있음을 보여주는 제품이 출시되었다. 2000년에서 2005년 사이에 다른 산업 응용 분야가 등장하여, 예를 들어 진동에서 에너지를 수확하여 센서에 공급하거나, 충격에서 에너지를 수확하는 데 사용되었다.
압전 시스템은 인체의 움직임을 전력으로 변환할 수 있다. DARPA는 다리와 팔의 움직임, 신발 충격, 혈압에서 에너지를 활용하여 이식형 또는 웨어러블 센서에 저전력으로 전원을 공급하는 노력을 지원해왔다. 나노브러시는 압전 에너지 하베스터의 또 다른 예이다. 이는 의류에 통합될 수 있다. 다른 여러 나노 구조들이 에너지 수확 장치를 구축하는 데 활용되었는데, 예를 들어, 단일 결정 PMN-PT 나노벨트는 2016년에 제작되어 압전 에너지 하베스터로 조립되었다. 사용자 불편을 최소화하기 위한 신중한 설계가 필요하다. 이러한 에너지 수확원은 연관하여 신체에 영향을 미친다. 진동 에너지 스캐빈징 프로젝트는 환경 진동 및 움직임에서 전기 에너지를 수확하려는 또 다른 프로젝트이다. 마이크로벨트는 호흡에서 전기를 수집하는 데 사용될 수 있다. 게다가, 인체의 움직임 진동이 세 방향으로 오기 때문에, 1:2 내부 공명을 사용하여 단일 압전 외팔보 기반의 전방향 에너지 하베스터가 생성된다. 마지막으로, 밀리미터 규모의 압전 에너지 하베스터도 이미 제작되었다.
압전 요소는 발걸음의 "사람 에너지"를 회수하기 위해 보도에 내장되고 있다. 또한 "걷기 에너지"를 회수하기 위해 신발에 내장될 수도 있다. MIT의 연구원들은 2005년에 박막 PZT를 사용하여 최초의 마이크로 규모 압전 에너지 하베스터를 개발했다. 아르만 하지티와 김상국은 이중 클램프 마이크로전자기계 시스템 (MEMS) 공명기의 비선형 강성을 활용하여 초광대역 마이크로 규모 압전 에너지 하베스팅 장치를 발명했다. 이중 클램프 빔의 인장 변형은 비선형 강성을 보여주며, 이는 수동 피드백을 제공하고 진폭 강화 더핑 모드 공명으로 이어진다. 일반적으로, 압전 외팔보는 위에서 언급한 에너지 하베스팅 시스템에 채택된다. 한 가지 단점은 압전 외팔보가 기울기 변형 분포를 가지며, 즉 압전 변환기가 완전히 활용되지 않는다는 것이다. 이 문제를 해결하기 위해 균일한 변형 분포를 위해 삼각형 모양과 L자형 외팔보가 제안되었다.
2018년, 쑤저우 대학교 연구원들은 마찰전기 나노 발전기와 규소 태양 전지를 상호 전극을 공유하도록 하이브리드화했다고 보고했다. 이 장치는 태양 에너지를 수집하거나 떨어지는 빗방울의 기계적 에너지를 전기로 변환할 수 있다.
영국 통신 회사인 오렌지 UK는 에너지 하베스팅 티셔츠와 부츠를 만들었다. 다른 회사들도 마찬가지이다.틀:Importance inline

### 스마트 도로 및 압전기에서 얻는 에너지

티타늄산납의 정방정계 단위 셀

압전 디스크는 변형될 때 전압을 생성한다(형상 변화는 크게 과장됨)

피에르 퀴리와 자크 퀴리 형제는 1880년에 압전 효과의 개념을 제시했다. 압전 효과는 기계적 변형을 전압 또는 전류로 변환하여 그림과 같이 움직임, 무게, 진동 및 온도 변화에서 전기 에너지를 생성한다.
박막 지르코늄 티타늄산납 {\displaystyle Pb(Zr,Ti)O_{3}} PZT의 압전 효과를 고려하여, 미세전자기계 시스템 (MEMS) 전력 생성 장치가 개발되었다. 최근 압전 기술의 개선 과정에서 아크사 아바시(Aqsa Abbasi)는 진동 변환기에서 {\displaystyle d_{31}} 및 {\displaystyle d_{33}}이라는 두 가지 모드를 구분하고, 외부 진동 에너지원에서 특정 주파수에서 공명하도록 재설계하여, 전기기계적 감쇠 질량을 사용하여 압전 효과를 통해 전기 에너지를 생성했다.
그러나 아크사는 PZT MEMS 장치보다 제작하기 더 어려운 빔 구조 정전기 장치를 더 개발했는데, 이는 일반적인 규소 공정이 PZT 필름이 필요하지 않은 훨씬 더 많은 마스크 단계를 포함하기 때문이다. 압전 {\displaystyle d_{31}}형 센서 및 액추에이터는 멤브레인 하단 전극, 필름, 압전 필름 및 상단 전극으로 구성된 외팔보 빔 구조를 갖는다. 각 층의 패턴화를 위해 (3~5 masks) 마스크 단계 이상이 필요하며 유도 전압은 매우 낮다. 고유한 극축을 가지고 자발 분극이 존재하는 초전 결정은 자발 분극이 존재하는 축을 따라 존재한다. 이들은 클래스 6mm, 4mm, mm2, 6, 4, 3m, 3,2, m의 결정들이다. 특별한 극축—결정 물리 축 X3 – 결정의 축 L6,L4, L3, L2와 일치하거나 고유한 직선 평면 P (class "m")에 놓여 있다. 결과적으로, 양전하와 음전하의 전기 중심은 평형 위치에서 기본적인 셀만큼 변위되며, 즉 결정의 자발 분극이 변한다. 따라서, 고려되는 모든 결정은 자발 분극 {\displaystyle Ps=P3}을 갖는다. 초전 결정의 압전 효과는 외부 효과(전기장, 기계적 응력)에 따른 자발 분극의 변화로 발생한다. 변위의 결과로, 아크사 아바시는 세 축 {\displaystyle \Delta P_{s}=(\Delta P_{1},\Delta P_{2},\Delta P_{3})}을 따라 구성 요소 {\displaystyle \Delta P_{s}}의 변화를 도입했다. {\displaystyle \Delta P_{s}=(\Delta P_{1},\Delta P_{2},\Delta P_{3})}가 기계적 응력에 비례한다고 가정하면, 첫 번째 근사치에서 {\displaystyle \Delta P_{i}=diklTkl}이 되고, 여기서 Tkl은 기계적 응력을 나타내고 dikl은 압전 모듈을 나타낸다.
PZT 박막은 폐열이 제한적인 상황에서 에너지 하베스팅이 중요한 역할을 하는 힘 센서, 가속도계, 자이로스코프 액추에이터, 튜너블 광학, 마이크로 펌프, 강유전성 RAM, 디스플레이 시스템 및 스마트 도로와 같은 응용 분야에 주목받아 왔다. 스마트 도로는 발전에서 중요한 역할을 할 잠재력이 있다. 도로에 압전 재료를 내장하면 움직이는 차량에 의해 가해지는 압력을 전압 및 전류로 변환할 수 있다.

### 스마트 교통 지능형 시스템
압전 센서는 장기적으로 생산성을 향상시키고 지능적인 시스템을 만드는 데 사용될 수 있는 스마트 도로 기술에 가장 유용하다. 고속도로가 교통 체증이 형성되기 전에 운전자에게 경고하거나, 다리가 붕괴 위험이 있을 때 보고하거나, 정전 발생 시 스스로 복구하는 전력망을 상상해보라. 수십 년 동안 과학자와 전문가들은 교통 체증을 해결하는 가장 좋은 방법은 교통량을 측정하는 도로변 센서와 차량 흐름을 제어하는 동기화된 신호등과 같은 지능형 교통 시스템이라고 주장해왔다. 그러나 이러한 기술의 확산은 비용 때문에 제한적이었다. 또한 상당히 신속하게 배포될 수 있는 다른 스마트 기술 shovel ready 프로젝트도 있지만, 대부분의 기술은 아직 개발 단계에 있으며 5년 이상 실용적으로 이용하기 어려울 수 있다.

### 초전기
초전 효과는 온도 변화를 전류 또는 전압으로 변환한다. 이는 또 다른 종류의 강유전성 특성인 압전 효과와 유사하다. 초전기는 시간에 따라 변하는 입력을 필요로 하며, 낮은 작동 주파수로 인해 에너지 하베스팅 응용 분야에서 낮은 전력 출력으로 어려움을 겪는다. 그러나 초전기가 열전기에 비해 갖는 한 가지 주요 장점은 많은 초전 재료가 1200 °C 이상에서도 안정적이어서 고온원으로부터 에너지를 수확할 수 있어 열역학적 효율을 높일 수 있다는 점이다.
폐열을 전기로 직접 변환하는 한 가지 방법은 초전 재료에 올센 주기를 적용하는 것이다. 올센 주기는 전기 변위-전기장(D-E) 다이어그램에서 두 개의 등온 및 두 개의 등전기장 공정으로 구성된다. 올센 주기의 원리는 낮은 전기장 하에서 냉각을 통해 축전기를 충전하고, 더 높은 전기장 하에서 가열을 통해 방전하는 것이다. 전도, 대류, 또는 복사를 사용하여 올센 주기를 구현하기 위해 여러 초전 변환기가 개발되었다. 또한, 진동하는 작동 유체와 올센 주기를 이용한 열 재생을 기반으로 하는 초전 변환이 고온 및 저온 열 저장조 사이에서 카르노 효율에 도달할 수 있다는 것이 이론적으로 입증되었다. 또한, 최근 연구에서는 폴리비닐리덴 플루오라이드 트라이플루오로에틸렌 [P(VDF-TrFE)] 고분자와 납 란탄 지르코늄 티타늄산염 (PLZT) 세라믹이 낮은 온도에서 생성되는 높은 에너지 밀도로 인해 에너지 변환기에서 유망한 초전 재료로 자리 잡고 있다. 추가적으로, 시간에 따라 변하는 입력이 필요 없는 초전 스캐빈징 장치가 최근 도입되었다. 이 에너지 수확 장치는 가열된 초전체의 가장자리 탈분극 전기장을 사용하여 열 에너지를 기계 에너지로 변환하며, 결정면에 부착된 두 개의 판에서 전류를 끌어내는 대신에 사용된다.

### 열전기
1821년, 토마스 요한 제이벡은 서로 다른 두 도체 사이에 열 구배가 형성되면 전압이 생성된다는 것을 발견했다. 열전 효과의 핵심은 전도성 물질의 온도 구배가 열 흐름을 발생시키고, 이것이 전하 운반자의 확산을 초래한다는 사실이다. 뜨거운 영역과 차가운 영역 사이의 전하 운반자 흐름은 다시 전압 차이를 생성한다. 1834년, 장 샤를 아타나스 펠티에는 두 개의 서로 다른 도체의 접합부를 통해 전류를 흐르게 하면, 전류의 방향에 따라 히터 또는 쿨러 역할을 할 수 있음을 발견했다. 흡수되거나 생성되는 열은 전류에 비례하며, 비례 상수는 펠티에 계수라고 알려져 있다. 오늘날, 제이벡 효과와 펠티에 효과에 대한 지식 덕분에 열전 재료는 히터, 쿨러 및 열전 발전기 (TEG)로 사용될 수 있다.
이상적인 열전 재료는 높은 제이벡 계수, 높은 전기 전도성, 낮은 열 전도성을 갖는다. 낮은 열 전도성은 접합부에서 높은 열 구배를 유지하는 데 필요하다. 오늘날 생산되는 표준 열전 모듈은 두 개의 금속화 세라믹 판 사이에 끼워진 P형 및 N형 비스무트-텔루라이드 반도체로 구성된다. 세라믹 판은 시스템에 강성과 전기 절연을 더한다. 반도체는 전기적으로 직렬로, 열적으로 병렬로 연결된다.
미니어처 열전대는 체열을 전기로 변환하도록 개발되었으며, 5도의 온도 구배에서 3V에서 40 μW를 생성한다. 반면에, 대형 열전대는 핵 RTG 배터리에 사용된다.
실용적인 예로는 홀스트 센터의 손가락 심박계와 프라운호퍼 협회의 열전 발전기가 있다.
열전기의 장점:
1. 움직이는 부품이 없어 수년간 연속 작동이 가능하다.
2. 열전기에는 보충해야 할 재료가 포함되어 있지 않다.
3. 가열 및 냉각을 역전시킬 수 있다.

열전 에너지 변환의 한 가지 단점은 낮은 효율(현재 10% 미만)이다. 더 높은 온도 구배에서 작동할 수 있고, 열을 전도하지 않으면서 전기를 잘 전도할 수 있는 재료(최근까지 불가능하다고 생각되었던 것)의 개발은 효율성 증가로 이어질 것이다.
열전기 분야의 미래 연구는 자동차 엔진 연소와 같은 폐열을 전기로 변환하는 것일 수 있다.

### 정전기(용량성)
이러한 유형의 하베스팅은 진동에 따라 달라지는 축전기의 정전용량 변화에 기반한다. 진동은 충전된 가변 축전기의 판을 분리하고, 기계 에너지가 전기 에너지로 변환된다.
정전기 에너지 하베스터는 작동을 위한 편극원과 진동으로부터 기계 에너지를 전기로 변환하기 위한 편극원을 필요로 한다. 편극원은 수백 V 정도여야 하는데, 이는 전력 관리 회로를 상당히 복잡하게 만든다. 또 다른 해결책은 수년간 축전기에 편극을 유지할 수 있는 전기적으로 대전된 유전체인 일렉트릿을 사용하는 것이다.
이러한 목적을 위해 가변 정전용량에서 에너지를 추출하는 고전적인 정전 유도 발전기 구조를 적용하는 것이 가능하다. 결과적으로 생성되는 장치는 자가 바이어스되며, 배터리를 직접 충전하거나 저장 축전기에 지수적으로 증가하는 전압을 생성할 수 있으며, 이로부터 DC/DC 컨버터를 통해 주기적으로 에너지를 추출할 수 있다.

### 자기 유도
자기 유도는 변화하는 자기장에서 기전력 (즉, 전압)의 생성을 의미한다. 이 변화하는 자기장은 회전 (즉, 비건드 효과 및 비건드 센서) 또는 선형 움직임 (즉, 진동)과 같은 움직임에 의해 생성될 수 있다.
외팔보에서 흔들리는 자석은 작은 진동에도 민감하며, 패러데이 전자기 유도 법칙에 따라 도체에 대해 움직여 마이크로 전류를 생성한다. 2007년 사우샘프턴 대학교 팀은 이러한 종류의 소형 장치를 개발하여 외부 세계와의 전기적 연결이 불가능한 환경에 이 장치를 심을 수 있게 했다. 접근하기 어려운 곳의 센서는 이제 자체 전력을 생성하고 외부 수신기로 데이터를 전송할 수 있다.
사우샘프턴 대학교에서 개발된 자기 진동 에너지 하베스터의 주요 한계 중 하나는 발전기의 크기로, 이 경우 약 1세제곱센티미터로 오늘날의 모바일 기술에 통합하기에는 너무 크다. 회로를 포함한 완전한 발전기는 4cm x 4cm x 1cm로 아이팟 나노와 같은 일부 모바일 장치와 거의 같은 크기이다. 외팔보 구성 요소로서 새롭고 더 유연한 재료를 통합함으로써 치수를 더욱 줄일 수 있다. 2012년 노스웨스턴 대학교의 한 그룹은 스프링 형태의 고분자로 진동 동력 발전기를 개발했다. 이 장치는 사우샘프턴 대학교 그룹의 규소 기반 장치와 동일한 주파수를 목표로 할 수 있었지만, 빔 구성 요소의 크기는 3분의 1에 불과했다.
자성 유체 기반 에너지 하베스팅에 대한 새로운 접근법도 자성 유체를 사용하여 제안되었다. "전자기 자성 유체 기반 에너지 하베스터"라는 학술 논문은 자성 유체를 사용하여 2.2 Hz의 낮은 주파수 진동 에너지를 수확하는 것을 논하며, 그램당 약 80 mW의 전력 출력을 보고했다.
최근, 응력 인가에 따른 자구벽 패턴 변화가 자기 유도를 이용한 에너지 수확 방법으로 제안되었다. 이 연구에서 저자들은 인가된 응력이 미세선(microwire)의 자구 패턴을 변화시킬 수 있음을 보여주었다. 주변 진동은 미세선에 응력을 유발하여 자구 패턴을 변화시키고, 이로 인해 유도를 변화시킬 수 있다. μW/cm2 단위의 전력이 보고되었다.
자기 유도를 기반으로 상업적으로 성공한 진동 에너지 하베스터는 여전히 상대적으로 소수에 불과하다. 스웨덴 회사 ReVibe Energy(사브 그룹의 기술 스핀아웃)에서 개발한 제품들이 그 예이다. 또 다른 예는 Perpetuum이 초기 사우샘프턴 대학교 시제품에서 개발한 제품들이다. 이들은 무선 센서 노드(WSN)에 필요한 전력을 생성하기에 충분히 커야 하지만, M2M 애플리케이션에서는 일반적으로 문제가 되지 않는다. 이러한 하베스터는 현재 GE 및 Emerson과 같은 회사에서 만든 WSN에 전력을 공급하고, Perpetuum에서 만든 열차 베어링 모니터링 시스템에도 대량으로 공급되고 있다.
가공 송전선 센서는 자기 유도를 사용하여 모니터링하는 도체에서 직접 에너지를 수확할 수 있다.

### 혈당
에너지 하베스팅의 또 다른 방법은 혈당 산화를 통한 것이다. 이러한 에너지 하베스터를 바이오배터리라고 한다. 이들은 이식된 전자 장치(예: 심장 박동기, 당뇨병 환자를 위한 이식형 바이오센서, 이식형 능동 RFID 장치 등)에 전력을 공급하는 데 사용될 수 있다. 현재 세인트루이스 대학교의 Minteer 그룹은 혈당에서 전력을 생성하는 데 사용될 수 있는 효소를 개발했다. 그러나 이 효소는 몇 년 후에는 여전히 교체해야 할 것이다. 2012년에는 클락슨 대학교의 예브게니 카츠 박사의 지도하에 이식형 바이오연료 전지로 심장 박동기가 작동되었다.

### 나무 기반
나무 대사 에너지 하베스팅은 바이오 에너지 하베스팅의 한 유형이다. 볼트리(Voltree)는 나무에서 에너지를 수확하는 방법을 개발했다. 이러한 에너지 하베스터는 산불 및 숲 속 날씨를 모니터링하기 위한 장기 배치 시스템의 기반으로서 원격 센서 및 메시 네트워크에 전력을 공급하는 데 사용되고 있다. 볼트리 웹사이트에 따르면, 이러한 장치의 유효 수명은 부착된 나무의 수명에 의해서만 제한되어야 한다. 최근 미국 국립공원 숲에 소규모 테스트 네트워크가 배치되었다.
나무에서 에너지를 얻는 다른 원천으로는 나무의 물리적 움직임을 발전기에서 포착하는 것이 있다. 이 에너지원의 이론적 분석은 소형 전자 장치에 전력을 공급하는 데 어느 정도 가능성을 보여준다. 이 이론을 기반으로 한 실용적인 장치가 제작되어 1년 동안 센서 노드에 성공적으로 전력을 공급했다.

### 메타물질
메타물질 기반 장치는 900 MHz 마이크로파 신호를 무선으로 7.3 V의 직류로 변환한다(USB 장치보다 높음). 이 장치는 Wi-Fi 신호, 위성 신호, 심지어 음향 신호 등 다른 신호를 수확하도록 튜닝될 수 있다. 실험 장치는 5개의 유리섬유와 구리 도체를 직렬로 연결하여 사용했다. 변환 효율은 37%에 달했다. 기존 안테나가 공간적으로 서로 가까이 있으면 서로 간섭한다. 그러나 RF 전력은 거리의 세제곱에 비례하여 감소하기 때문에, 전력량은 매우 미미하다. 7.3 볼트라는 주장은 대단하지만, 이는 개방 회로 측정값이다. 전력이 너무 낮으므로 어떤 부하가 연결되면 거의 전류가 흐르지 않는다.

### 대기압 변화
대기압은 기온 변화와 기상 패턴에 따라 자연적으로 변한다. 밀폐된 공간을 가진 장치는 이러한 압력 차이를 사용하여 에너지를 추출할 수 있다. 이는 아토스 시계와 같은 기계식 시계에 동력을 공급하는 데 사용되었다.

### 해양 에너지
에너지를 생산하는 비교적 새로운 개념은 바다에서 에너지를 생산하는 것이다. 지구에는 많은 양의 물이 존재하며, 이는 엄청난 양의 에너지를 담고 있다. 이 경우 에너지는 조류, 해양 파도, 염분 차이, 그리고 온도 차이로 생성될 수 있다. 틀:2018년 현재, 이러한 방식으로 에너지를 수확하려는 노력이 진행 중이다. 미국 해군은 최근 바다에 존재하는 온도 차이를 이용하여 전기를 생산할 수 있었다.
해양 열수층의 여러 수심에 걸친 온도 차이를 활용하는 한 가지 방법은 서로 다른 온도 영역에서 상이 변하는 재료가 장착된 열 에너지 하베스터를 사용하는 것이다. 이는 일반적으로 가역적인 열처리를 견딜 수 있는 고분자 기반 재료이다. 재료가 상을 변화할 때, 에너지 차이가 기계 에너지로 변환된다. 사용되는 재료는 수중 열수층의 위치에 따라 액체에서 고체로 상을 변경할 수 있어야 한다. 열 에너지 하베스팅 장치 내의 이러한 상변화 물질은 무인 수중 비행체(UUV)를 재충전하거나 전력을 공급하는 이상적인 방법이 될 것이다. 이는 큰 수역에 이미 존재하는 따뜻하고 차가운 물에 의존하기 때문에 표준 배터리 재충전의 필요성을 최소화한다. 이 에너지를 포착하면 수집하거나 충전하기 위해 돌아올 필요가 없으므로 장기 임무가 가능해진다. 이는 또한 수중 차량에 전력을 공급하는 매우 환경 친화적인 방법이다. 상변화 유체를 사용함으로써 배출되는 배기가스가 없으며, 표준 배터리보다 수명이 길 가능성이 높다.

## 미래 방향
전기활성 고분자 (EAP)는 에너지 수확을 위해 제안되었다. 이 고분자는 큰 변형률, 탄성 에너지 밀도 및 높은 에너지 효율을 가지고 있다. EAP(전기활성 고분자) 기반 시스템의 총 중량은 압전 재료 기반 시스템보다 현저히 낮을 것으로 제안된다.
조지아 공대에서 만든 것과 같은 나노 발전기는 배터리 없이 장치에 전력을 공급하는 새로운 방법을 제공할 수 있다. 2008년 현재, 이는 수십 나노W만 생성하여 실용적인 응용 분야에는 너무 낮다.
잡음은 이탈리아 NiPS 연구소에서 제안한 주제로, 비선형 동역학 메커니즘을 통해 광범위한 저규모 진동을 수확하여 기존 선형 하베스터보다 최대 4배까지 하베스터 효율을 향상시킬 수 있다.
다양한 종류의 에너지 하베스터를 조합하면, 특히 사용 가능한 주변 에너지 유형이 주기적으로 변하는 환경에서 배터리에 대한 의존도를 더욱 줄일 수 있다. 이러한 유형의 상호 보완적인 균형 에너지 하베스팅은 구조 건강 모니터링을 위한 무선 센서 시스템의 신뢰성을 높일 잠재력이 있다.

## 같이 보기
- 공중 풍력 에너지
- 차량용 열전 발전기
- EnOcean
- 미래 에너지 개발
- IEEE 802.15 초광대역 (UWB)
- 에너지 자원 목록
- 에너지 개요
- 기생 부하
- 실시간 위치추적 서비스 (RTL)
- 이차 전지
- 렉테나
- 태양열 충전기
- 열음향 기관
- 열전 발전기
- 유비쿼터스 센서 네트워크
- 무인 항공기는 에너지 하베스팅으로 전력을 공급받을 수 있다.
- 무선 전력 전송